# Palacio Vásquez
El Palacio Vásquez, conocido también como Castillo de Macul, es un edificio de tres pisos, más un mirador y zócalo, ubicado en el centro de la comuna chilena de Macul, en la esquina norponiente de las calles Los Plátanos y avenida Macul. El palacio ha sido testigo privilegiado del desarrollo de dicha comuna, y forma parte importante del patrimonio comunal, siendo todo un referente a nivel local. Es también, en mérito de su inmenso valor arquitectónico, cultural y social, Monumento Nacional desde 2009, nombramiento efectuado a través del decreto ley n.° 148 del Ministerio de Educación, promulgado durante el primer gobierno de la presidenta Michelle Bachelet.
El edificio es, junto a un par de edificaciones más, uno de los últimos vestigios de las grandes casas quintas que conformaron la avenida Macul, a comienzos del siglo XX, época en la cual se mezclaban la vida campestre con la llegada de aristocráticas familias que emigraban desde el centro de la ciudad, al sector oriente de Santiago. Actualmente funcionan en el interior del inmueble diversas reparticiones municipales, y es el lugar de trabajo del alcalde de Macul. Anteriormente, también sesionaba en el lugar el Concejo Municipal de la misma institución, en el denominado Salón Azul.

## Historia
Antes de la llegada de los conquistadores españoles, la comarca de Ñuñohue estaba conformada por 5 caseríos indígenas, dominados por los mitimaes, colonos del imperio inca. Cuando los conquistadores españoles llegaron a Chile, los indígenas de esa localidad se habían revelado del imperio Inca. Durante el siglo XVI, los conquistadores hispanos implantaron el sistema de encomiendas y mercedes de tierra; por la encomienda, se entregaba un conjunto de indios para determinados fines, y por la merced de tierra se daba el dominio sobre grandes extensiones territoriales. 
El conquistador Pedro de Valdivia estableció encomiendas en los caseríos de Apoquindo, Macul, Ñuñoa y Tobalaba. En conjunto, las encomiendas de Macul y Ñuñoa fueron entregadas en 1554 a Juan Jofré de Loaisa, que pasarían a manos de su hijo, Juan Jofré. Asimismo, se le entregaron mercedes de tierra situadas en las tierras de sus encomiendos, siendo el primer encomendero y propietario español del sector de Macul.
Este sistema de administración subsistió hasta principios del siglo XIX, ya que con el advenimiento de la independencia de Chile y la instauración de la República, el poblado de Macul pasó a formar parte de la provincia de Santiago. Macul sufre múltiples divisiones en su propiedad y en 1891 con la creación de la Municipalidad de Ñuñoa pasa a integrarse como parte de su territorio. Es en este periodo que comienza el poblamiento de la comuna, desaparecen las antiguas fincas y surgen nuevas avenidas, casas quintas y ya en el siglo XX establecimientos industriales.
Es en esta época de grandes cambios, que se produce la migración de la clase alta de la ciudad hacia la zona oriente, radicándose muchas familias adineradas en la Gran Avenida de Macul, también conocida como José Pedro Alessandri.

### Orígenes de la actual construcción
El terreno donde se ubica el inmueble perteneció originalmente a una chacra del período colonial que tenía su frente o cabezada hacia el camino real de Ñuñoa (actual avenida Irarrázaval) y que fue adquirida por el empresario Agustín Infante Prado a fines del siglo XVIII. La heredó luego su hijo, José Miguel Infante Rojas, quien la vendió en 1844 a José Ramón Undurraga Ramírez. La chacra pasó a denominarse en aquella época chacra "Santa Rita". Inmediatamente al oriente de ella, se encontraban dos chacras de la familia Tocornal Velasco y que luego serían conocidas en conjunto como chacra "El Rosario". Dicha familia vendió ambas chacras a Gregorio Ossa y Cerda en 1855 (en dichos terrenos está actualmente emplazada la Casa de la Cultura de Ñuñoa). Mariana Brown de Ossa, segunda cónyuge y viuda de Ossa y Cerda, adquirió el fundo "Santa Rita" en 1872, de las herederas de Undurraga. Luego ésta lo traspasó a su hijo, Luis Gregorio Ossa Brown, quien lo parceló vendiendo sitios a diversos propietarios.
Más adelante, éste vendió en 1910 varios de estos sitios a José Pedro Alessandri (los cuales formaban parte de la llamada Nueva Población de Ñuñoa), y éste a su vez los traspasó a su hijo Guillermo Alessandri Altamirano, quien luego vendió el sitio donde se emplazaría el inmunda en 1928 a Luis Guzmán Martínez, quien lo vendió finalmente en 1929 al industrial de origen español Fermín Vásquez Menéndez.
Esté encargó el diseño de su casa al arquitecto José Luis Mosquera, y emprendió la construcción de la misma en 1931, la cual nunca terminó en su totalidad. Su objetivo era habitarla junto a su cónyuge Benigna de la Fuente Fernández y su hija Maria Luisa, con quien llegó a Chile a principios del año 1908, país donde nacieron Genoveva, Felix, Benita y Fermín, hecho que no pudo lograr ya que sólo su hija Joaquina vivió en el inmueble, hasta el día de la muerte de Fermín, cuando se decidió rematarla. Posteriormente, entre 1947 y 1951, fue habitada por Genoveva y su cónyuge, Antonio del Río Diez, quienes tenían entonces cinco hijos: Dolores, Eugenia, Antonio, Isabel y Cristina. En el inmueble nació el quinto hijo: Miguel.

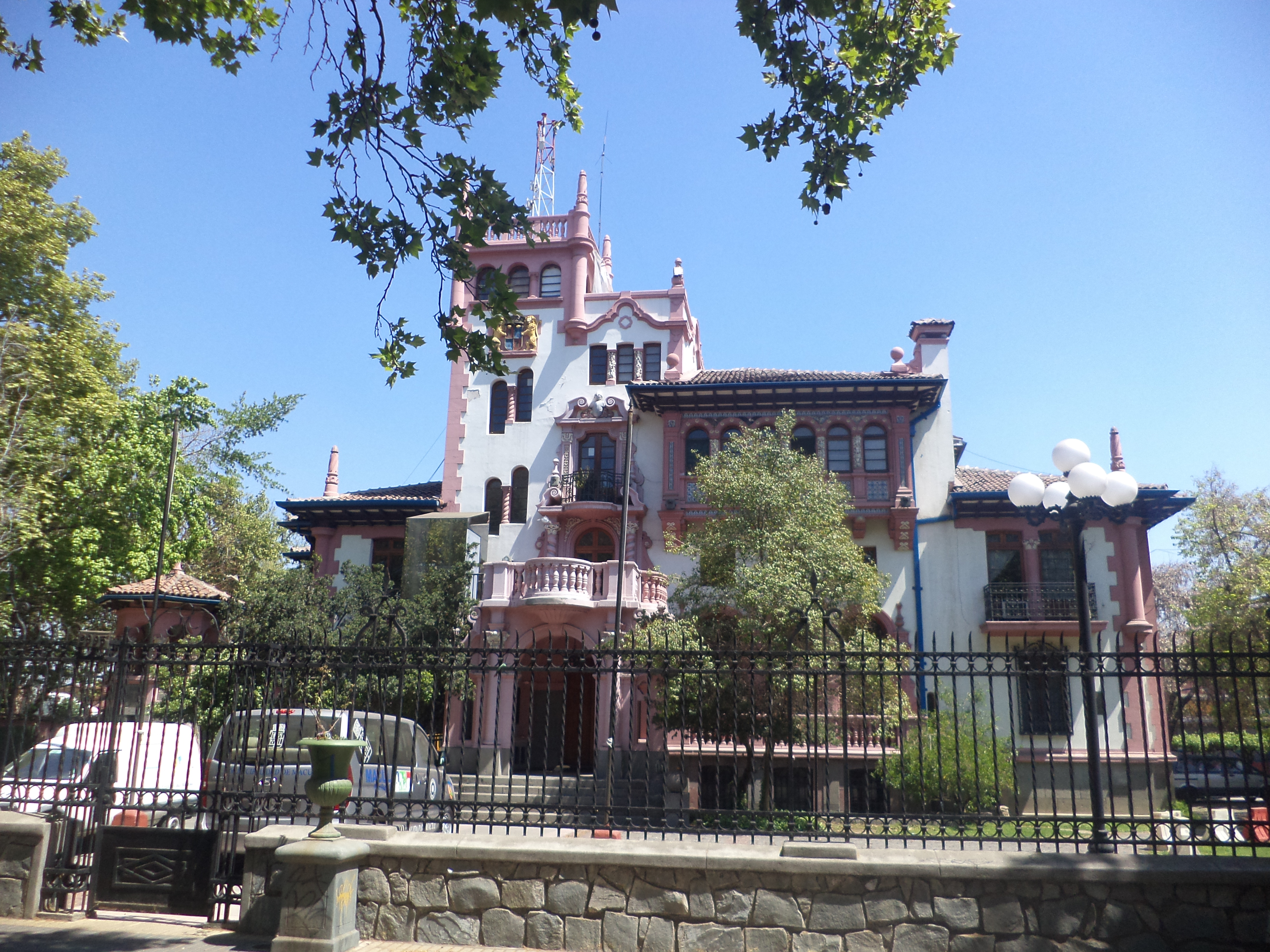
Palacio Vásquez.

En el remate, realizado en octubre de 1957, el inmueble fue comprado por la Sociedad Constructora de Establecimientos Educacionales y pasó a albergar las oficinas del Liceo Nº11 de Niñas "Juana de Ibarbourou", hasta que en 1985 fue adquirido en 30 millones de pesos por la recién creada Municipalidad de Macul, la que realizó la reparación total del inmueble, afectado por el sismo del mismo año. Los trabajos se extendieron por todo el año siguiente y tuvieron un coste total de 31 millones de pesos de la época, permitiendo en diciembre del mismo año instalar las oficinas de la Alcaldía, Secretaría Municipal, Dirección Jurídica, Planificación, Finanzas y Control.
En 1988, se inauguró un edificio anexo en el costado norte, que respeta el estilo neocolonial imperante, donde funcionan actualmente el Departamento de Obras, Finanzas y Administración, y en 2004, se inauguró un nuevo edificio municipal, ubicado a dos cuadras del inmueble, que absorbió diversas reparticiones municipales. En 2009, a través del decreto ley n.° 148 del Ministerio de Educación (Mineduc, durante el primer gobierno de la presidenta Michelle Bachelet, fue designado como Monumento Nacional, en la categoría de Histórico al inmueble, reconociendo su historia y sus méritos arquitectónicos.

## Arquitectura
El inmueble está construido en un estilo neocolonial, y muchos de sus elementos fueron traídos directamente de España, de la ciudad de León, de donde era natural Fermín Vásquez. En la obra se realza en el paisaje producto del al contraste que produce el fuerte rojo de los motivos ornamentales del edificio, con los muros blancos del mismo. Hecho característicos de la arquitectura neocolonial, y que puede admirarse en numerosas construcciones de la ciudad de La Serena. Cabe destacar que éstos colores fueron elegidos y fijados por Samuel Román, reconocido escultor y pintor chileno.
Destacan el pórtico de entrada, donde están presentes elementos de la arquitectura barroca y el balcón colonial que se desprende de un segundo piso, como quisiendo evocar algún palacio limeño o cuzqueño de la colonia. En lo que sería un quinto piso, hay un mirador que se encarama sobre el tejado del castillo, dominando un paiseje cordillerano, cubierto de nieve en invierno.